# ATP Challenger Đà Nẵng
Das ATP Challenger Đà Nẵng (offizieller Name: Đà Nẵng Vietnam Airlines Tennis Open) war ein 2019 einmalig stattfindendes Tennisturnier in Đà Nẵng, Vietnam. Es war Teil der ATP Challenger Tour und wurde im Freien auf Hartplatz ausgetragen.

## Liste der Sieger

### Einzel
| Jahr | Sieger            | Finalgegner  | Ergebnis |
| ---- | ----------------- | ------------ | -------- |
| 2019 | Marcel Granollers | Matteo Viola | 6:2, 6:0 |

### Doppel
| Jahr | Sieger                               | Finalgegner                            | Ergebnis         |
| ---- | ------------------------------------ | -------------------------------------- | ---------------- |
| 2019 | Hsieh Cheng-peng Christopher Rungkat | Leander Paes Miguel Ángel Reyes Varela | 6:3, 2:6, [11:9] |